# Балка Широка (Кременчуцький район)
Ба́лка Широ́ка — ландшафтний заказник місцевого значення в Україні. Розташований у межах Кременчуцького району, Полтавської області, поблизу села Підгірне.

## Характеристика
Площа 383 га. Заказник створено відповідно до рішення обласної ради від 27 жовтня 1994 року. Підпорядкований ДП «Кременчуцький лісгосп» (Крюківське л-во, кв. 30-36).
Місце зростання мигдалю низького.

## Галерея

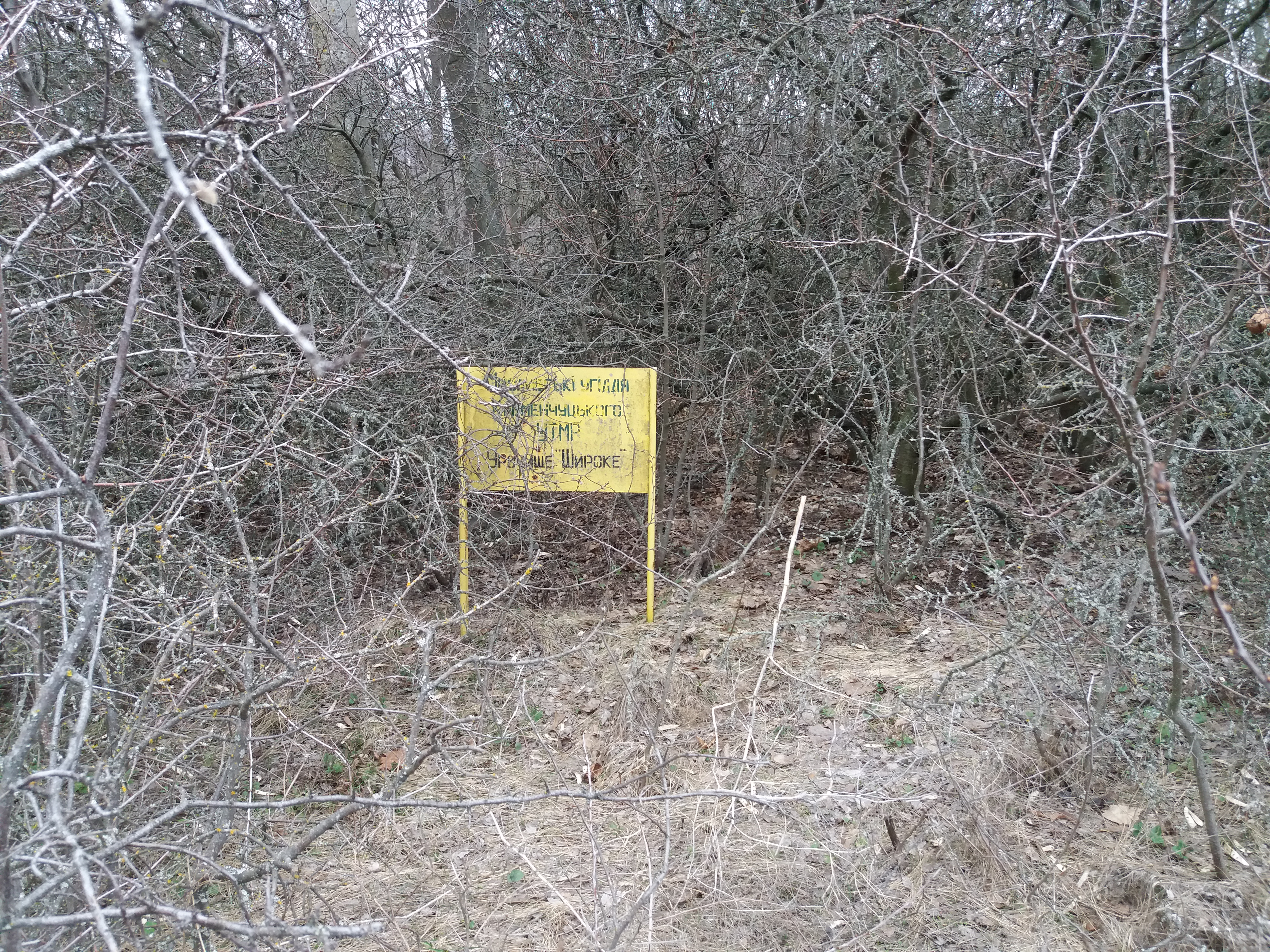
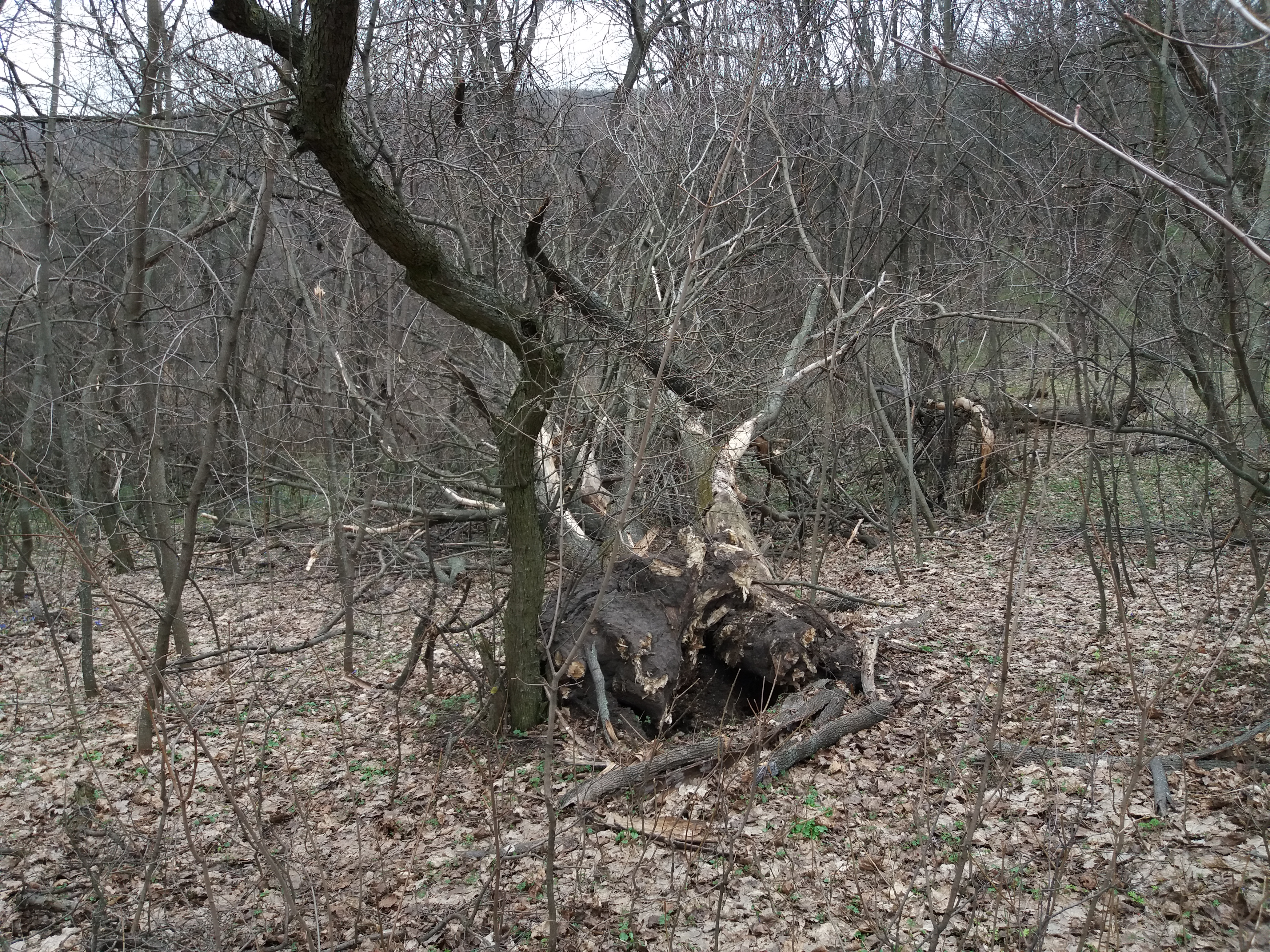
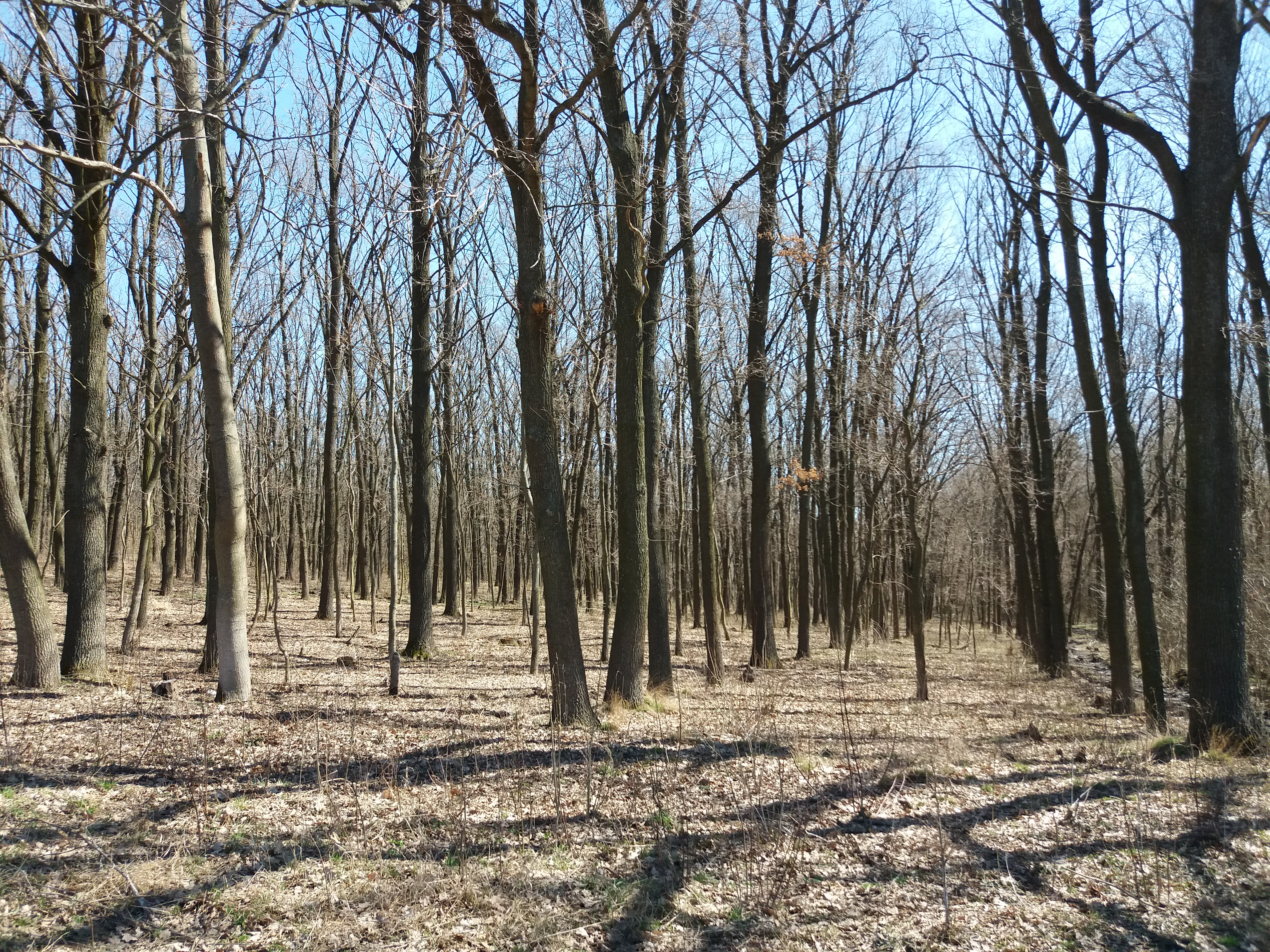
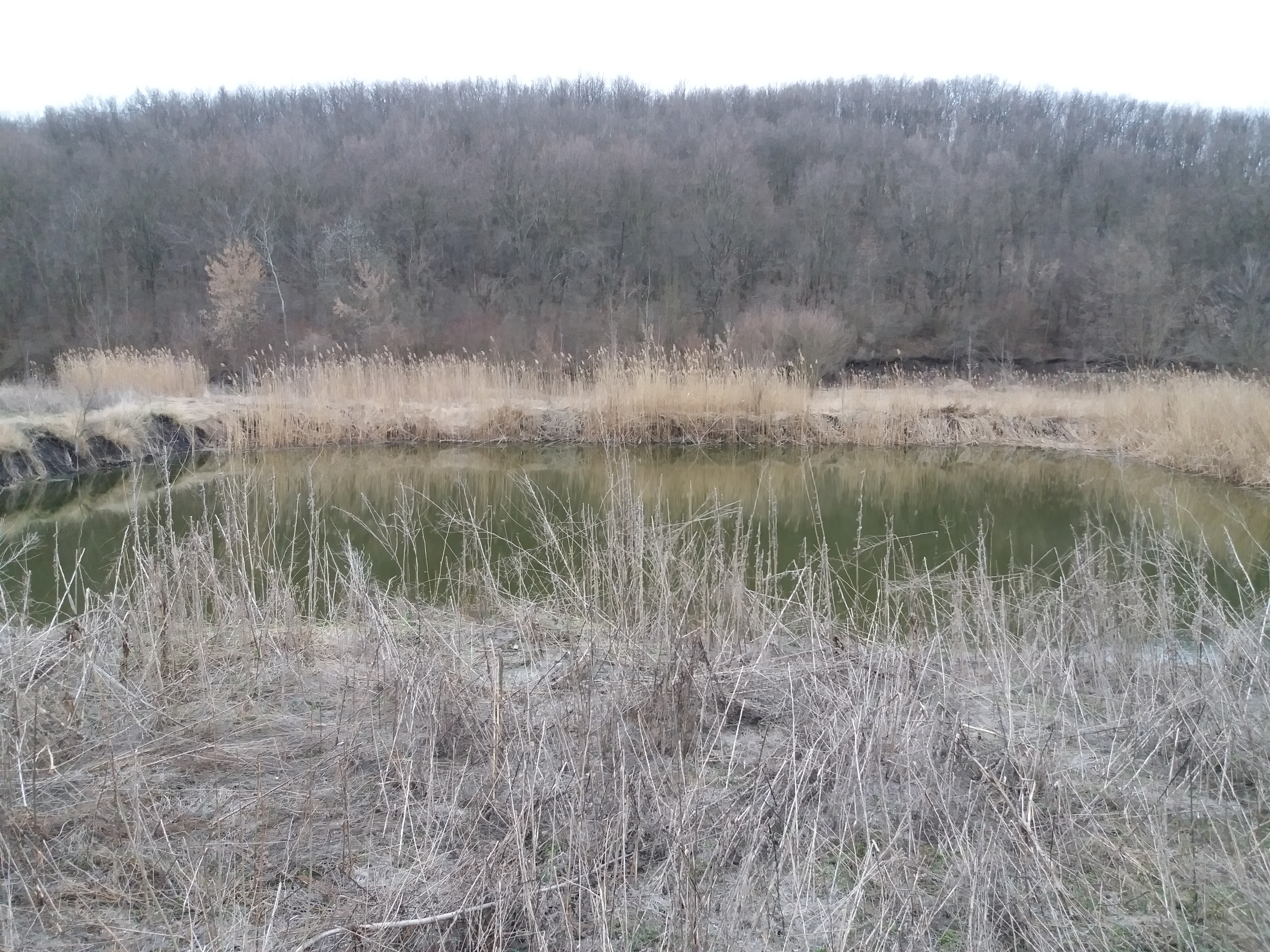
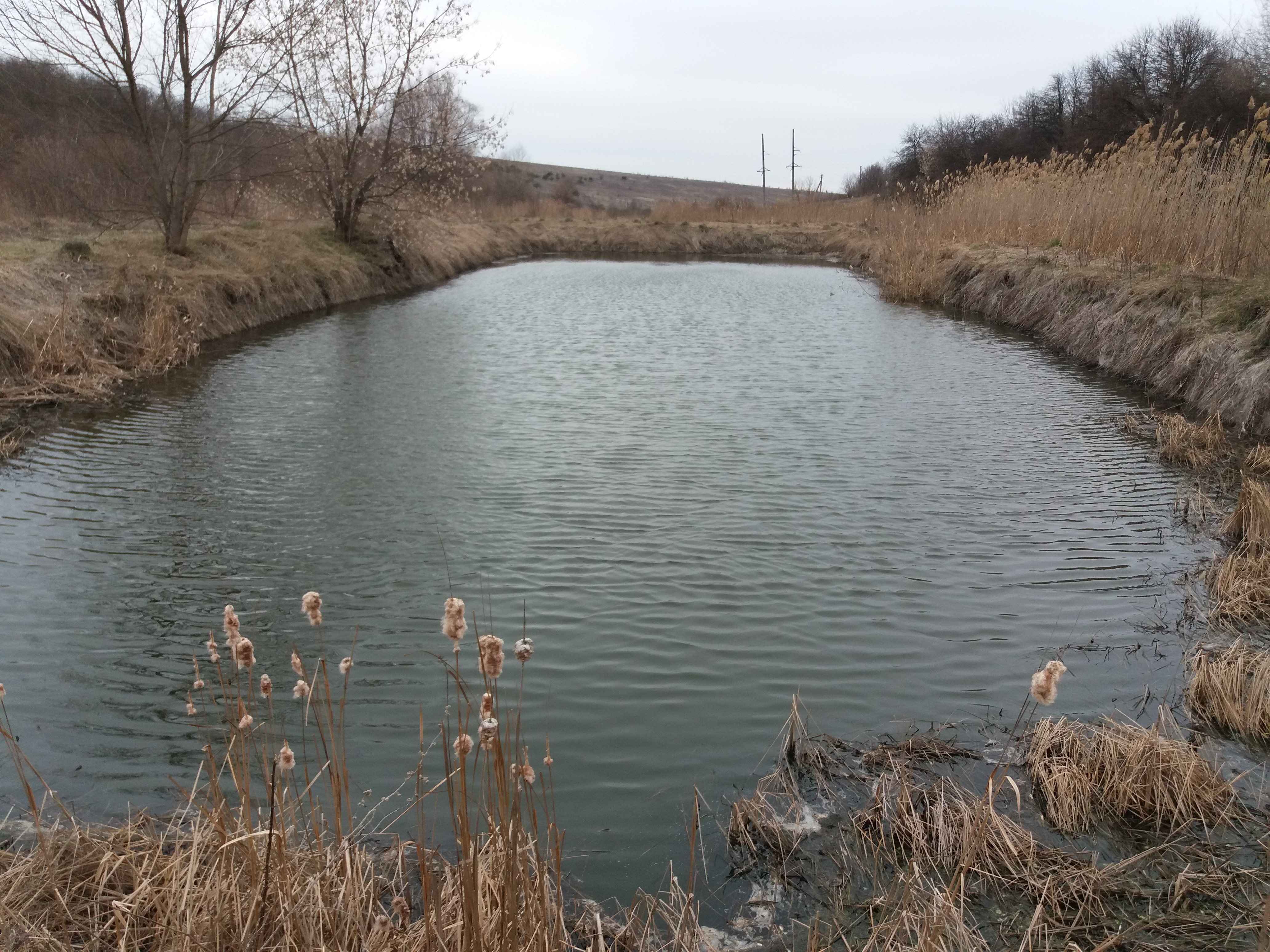